# توهج ليلي

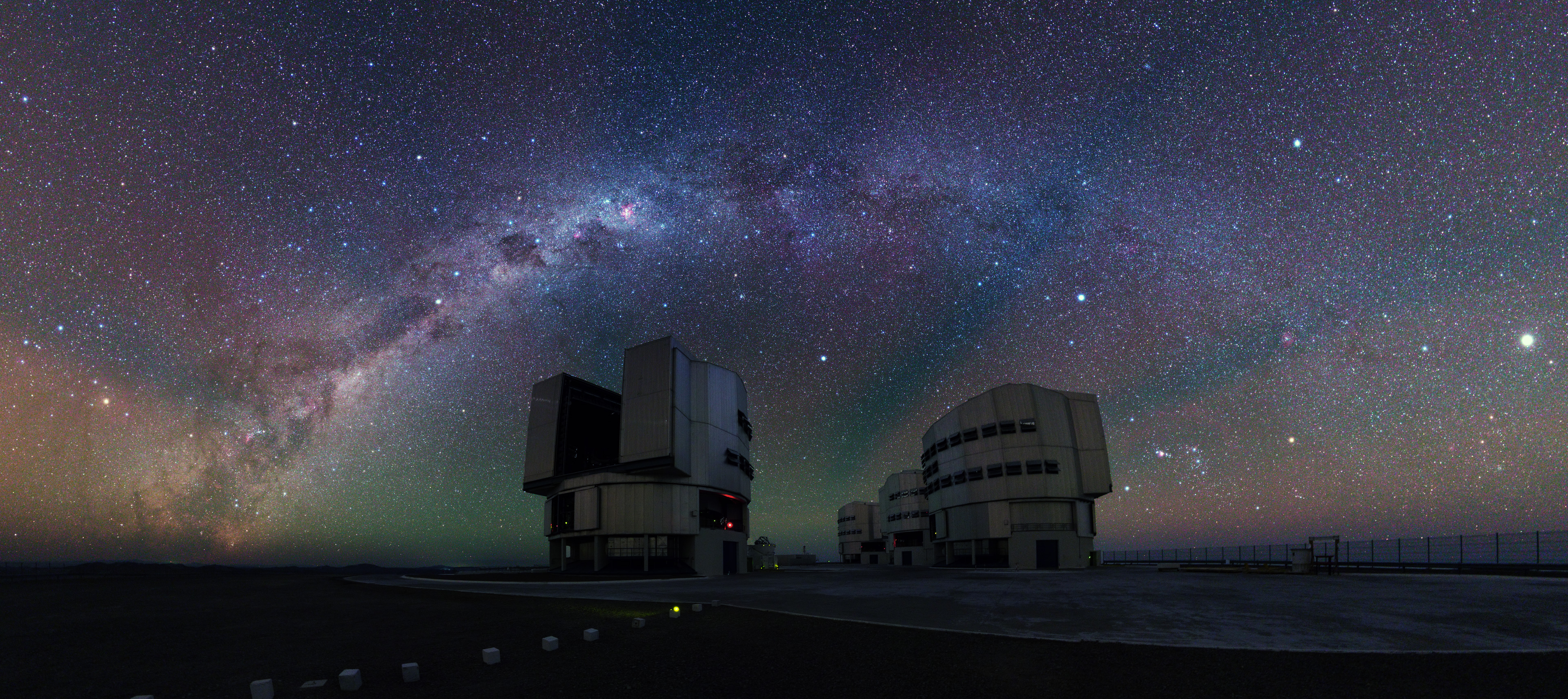
توهج ليلي فوق منصة التلسكوب العظيم.

التوهج الليلي (أو التألق الجوي أو الوهج الجوي أو الهوائي) هو ظاهرة إصدار ضوء خافت تلاحظ ليلاً في الغلاف الجوي للكواكب بشكل عام، أما بالنسبة لكوكب الأرض، فإن هذه الظاهرة البصرية تجعل من سماء الليل في غلاف الأرض الجوي غير معتمة بشكل مطلق.
كان العالم آندرز أنغستروم أول من تعرّف على هذه الظاهرة سنة 1868 بشكل منهجي.

## التاريخ
تم التعرف على ظاهرة توهج الهواء لأول مرة في عام 1868 من قبل الفيزيائي السويدي أندرس أنجستروم. ومنذ ذلك الحين، تمت دراستها في المختبر، ولوحظت تفاعلات كيميائية مختلفة تنبعث منها طاقة كهرومغناطيسية كجزء من العملية. وقد حدد العلماء بعض تلك العمليات التي قد تكون موجودة في الغلاف الجوي للأرض، وتحقق علماء الفلك من وجود مثل هذه الانبعاثات. كان سيمون نيوكومب أول شخص يدرس ويصف توهج الهواء علميًا في عام 1901.
كان التوهج الليلي موجودًا في مجتمع ما قبل الصناعة وكان معروفًا لدى اليونانيين القدماء. "وصف أرسطو وبليني ظاهرة تشاسماتا، والتي يمكن تحديدها جزئيًا على أنها شفق، وجزئيًا على أنها ليالي متوهجة بالهواء."

## الوصف
ينشأ التوهج الليلي على كوكب الأرض من عمليات عدة في طبقات الغلاف الجوي العليا مثل عملية إعادة اتحاد الذرات، والتي تكون قد تأينت ضوئياً من أشعة الشمس خلال النهار، ومثل الضيائية الناتجة عن الأشعة الكونية التي ترتطم بالطبقات العليا، وكذلك مثل الضيائية الكيميائية الناتجة بشكل رئيسي عن عملية عن اتحاد الأكسجين والنتروجين مع أيونات الهيدروكسيل عند ارتفاعات تتجاوز مئات الكيلومترات. لا تلاحظ هذه الظاهرة في وضح النهار بسبب إشعاع السماء المنتشر.

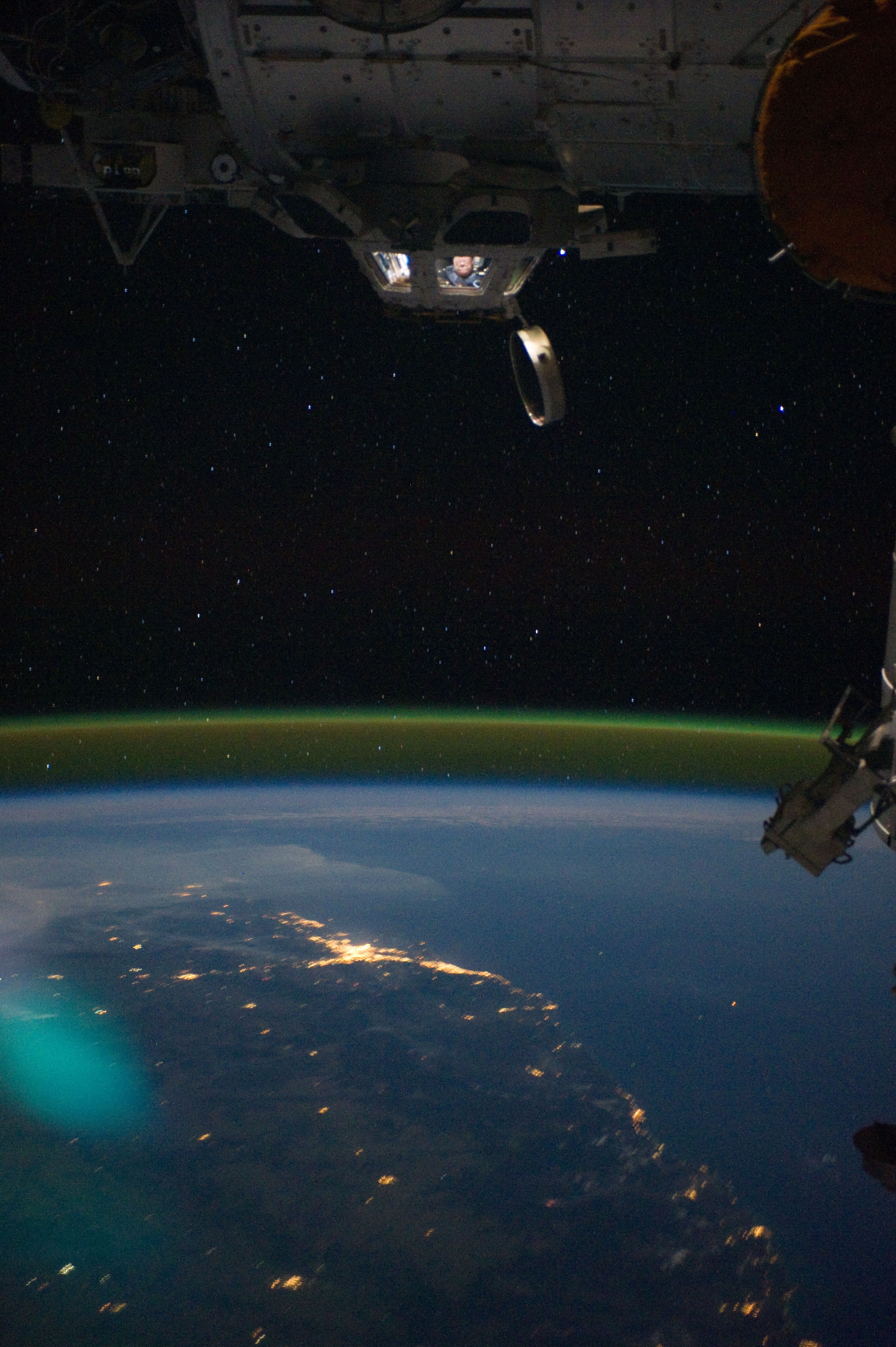
التوهج الليلي فوق الأفق كما التقطته محطة الفضاء الدولية.

تعد ذرات الأكسجين والنتروجين المسؤولة الرئيسية عن التوهج الليلي، حيث تكون تلك الذرات متأينة في الطبقات العليا، وتتحد مع بعضها البعض لتشكل أحادي أكسيد النيتروجين NO، ويتحرر فوتون أثناء عملية التشكل. من الأنواع الكيميائية الأخرى المسؤولة عن التوهج الليلي كل من الهيدروكسيل (OH)  والأكسجين الذري (O)، بالإضافة إلى آثار من أيونات فلزات الصوديوم (Na) والليثيوم (Li).

## توهج الهواء المستحث
تم إجراء تجارب علمية لتحفيز التوهج الهوائي عن طريق توجيه انبعاثات راديوية عالية الطاقة نحو الغلاف الأيوني للأرض. تتفاعل هذه الموجات الراديوية مع الغلاف الأيوني لتحفيز ضوء بصري خافت ولكن مرئي عند أطوال موجية محددة في ظل ظروف معينة. ويمكن ملاحظة التأثير أيضًا في نطاق التردد الراديوي باستخدام المسبار الأيوني.

## اقرأ أيضاً
- شفق قطبي